# Wolfgang Kindermann
Wolfgang Kindermann (* 17. September 1967 in Wien) ist ein österreichischer Schriftsteller.

## Leben
Wolfgang Kindermann studierte Publizistik und Theaterwissenschaft. Er lebt in Wien und arbeitet als Creative Director in einer Werbeagentur. Er hielt Lesungen in Wien, München und Berlin. Kindermann schreibt Lyrik, Theaterstücke und Romane. Er nimmt selbst an szenischen Lesungen teil, unter anderem im Rahmen des Satireprogramms Dienstag nach Vorschrift, schreibt Beiträge für Tageszeitungen und Zeitschriften und veröffentlicht eine regelmäßige Kolumne auf den Webseiten des FZA Verlages. Wolfgang Kindermann ist Mitglied der Grazer Autorinnen Autorenversammlung.

## Werk

### Bücher
- Fremde Zungen. Gedichte. Edition Doppelpunkt, Wien 2001
- Kojenschlaf. Gedichte. Edition Doppelpunkt, Wien 2003
- Kein Sterbenswort. Gedichte. FZA Verlag, Wien 2007
- FLUXUS +/- mit Kommissar Hjuler, FZA Verlag, Wien 2020
- Hirnsausen. Roman, JOJO Media Verlag, Wien 2022

### Theaterstücke
- Abstand. Aufstand. Auferstehung. Vier Stücke, (UA 1992, Theaterzellen Wien, Regie Johannes C. Hoflehner)
- Tuchfühlung. Probe in vier Aufzügen, (UA 1993, Theaterzellen Wien, Regie Johannes C. Hoflehner)
- Zum Beispiel Tantalos. 8 MusikTheaterSzenen, (UA 1997, Öffentlicher Raum in Wien, Regie Johannes C. Hoflehner)
- ODYSSEUS fragment 1. Pressekonferenz, (UA 2001, dietheater Künstlerhaus, Regie Thomas J. Jelinek)
- Metamorphosen MEMORY, (UA 2001, Innsbrucker Kellertheater, Regie Johannes C. Hoflehner)
- ODYSSEUS fragment 2. Der Bauch des Pferdes, (UA 2002, dietheater Künstlerhaus, Regie Thomas J. Jelinek)
- Das unversehrte Jahr. Performance nach einem Roman von Josef Leitgeb, (UA 2003, Innsbrucker Literaturhaus, Regie Wolfgang Kindermann)
- ODYSSEUS fragment 8. Penelope, (UA 2003, dietheater Künstlerhaus, Regie Thomas J. Jelinek, Co-Autorin Patricia Brooks)
- Die Verdienten. Helena : Menelaos Match, (UA 2003, Theater Forum Schwechat, Regie Susanne Waneck)
- APULEIUS SHORT CUTS. Nach Apuleius’ Der goldene Esel, (UA 2004, Innsbrucker Kellertheater, Regie Johannes C. Hoflehner)
- ODYSSEUS fragment 4. Die Veteranen, (UA 2009, Gymnasium bei St. Stephan in Augsburg, Regie Anja Reichelt)

### Tonträger (Auswahl)
- Stimmen aus der Zone mit Klaus Haberl, Patricia Brooks, Kommissar Hjuler, DoLP, Psych.KG
- Wurde Etwas Vergessen mit Z'EV & Kommissar Hjuler und Frau, LP, Psych.KG
- SW192 By Stuart Willmott: Chloé mit Kommissar Hjuler, LP, Malmlund Records
- Vinyl-Artefakt, Rund, Flach, Mittig Gelocht, Hörenswert mit Jonathan Meese, The NU-Metal Fighters, LP, Psych.KG
- Mandraki Elias mit Tooth Kink & Kommissar Hjuler und Frau, 7inch, Psych.KG
- Strange Creatures mit Philippe Petit & Kommissar Hjuler und Frau, LP, Psych.KG
- Was War Es LP, SHMF
- Schall & Rauch LP mit Gerhard Laber, Kommissar Hjuler und Frau, SHMF